# سابا فولدز
سابا فولدز (بالمجرية: Földes Csaba)‏ هو أستاذ جامعي مجري، ولد في 8 يونيو 1958 في Bácsalmás ‏ في المجر.